# فرانك كليمنت
فرانك كليمنت (بالإنجليزية: Frank Clement) هو عداء ‏ بريطاني، ولد في 26 أبريل 1952.

## وصلات خارجية
- فرانك كليمنت على موقع الاتحاد الدولي لألعاب القوى (الإنجليزية)
- فرانك كليمنت على موقع ThePowerOf10.info (الإنجليزية)
- فرانك كليمنت على موقع أوليمبيديا (الإنجليزية)